# 比什瓦納特烏帕齊拉
比什瓦納特乌帕齐拉是孟加拉国錫爾赫特縣的一个乌帕齐拉，位於錫爾赫特专区的錫爾赫特縣。。

## 人口
據1991年孟加拉國人口普查，比什瓦納特共有戶數26,346戶，人口169730人。其中男性佔比50.99%，女性佔比49.01%；成年人口83,794人。該地7歲以上人口之平均識字率為30.6%。